# Małgorzata Rosołowska-Pomorska
Małgorzata Urszula Rosołowska-Pomorska (ur. 4 kwietnia 1959) – polska przedsiębiorczyni, ekonomistka, filantropka, założycielka i właścicielka firmy „Adrian Fabryka Rajstop” w Zgierzu.

## Życiorys
W 1979 przyjechała z Poznania do Łodzi, gdzie ukończyła ekonomię na Uniwersytecie Łódzkim. W trakcie studiów pracowała w firmie produkującej rajstopy, po ich ukończeniu zaś odbyła kurs szycia w Spółdzielni Inwalidów im. Hanki Sawickiej. W 1984 roku założyła firmę „Dziewiarstwo Maszynowe”, z czasem, zmieniając jej nazwę na cześć swojego syna – „Adrian”. Firma początkowo zatrudniała kilka osób, z czasem rozwinęła się, zatrudniając 200 osób i produkując do 15 milionów par rajstop rocznie (wg danych na 2015 rok) oraz będąc drugim co do wielkości ich producentem w Polsce (wg danych na 2022 rok).

### Kampanie reklamowe
Prowadzona przez nią firma zasłynęła kampaniami reklamowymi, zainicjowanymi przez samą właścicielkę, angażując m.in. poruszającą się na wózku inwalidzkim – Monikę Kuszyńską, modelkę po mastektomii – Beatę Nowacką czy uzależnioną od alkoholu i skazaną prawomocnym wyrokiem – Ilonę Felicjańską.

### Działalność społeczna i filantropijna
Rosołowska-Pomorska jest współtwórczynią i głównym sponsorem fundacji „Twój Poranek”. Jest sponsorką przedsięwzięć charytatywnych organizowanych przez instytucje kulturalne, samorządowe i organizacje pozarządowe m.in. szkoły podstawowe, Fundacja Dzieciom „Zdążyć z Pomocą”, Fundacja Pomocy Dzieciom „Kolorowy Świat”, Fundacja „Podaruj Serce Innym”, Fundacja „Charytatywna Pomoc Dzieciom”, „Stowarzyszenie Rodzin Wielodzietnych Nasz Dom”, Centrum Pomocy Bliźniemu Monar-Markot. Współpracowała z czasopismem „Businesswoman & Life” przy przygotowaniu kalendarzy dla fundacji Ewy Błaszczyk „A kogo?”. Jest partnerką ogólnopolskiej kampanii na rzecz profilaktyki raka szyjki macicy i raka jajnika.
Działa na rzecz wsparcia sportu, w tym w zakresie m.in.: pomocy rzeczowej dla Klubu Sportowego „Czarne Stopy”, Szkoły Mistrzostwa Sportowego w Łodzi, Państwowego Zespołu Ludowego Pieśni i Tańca „Mazowsze”, a także sponsoruje obozy organizowane przez Komendę Hufca ZHP w Zgierzu.
Należy do Łódzkiej Loży Business Centre Club, Łódzkiej Izby Przemysłowo-Handlowej oraz jest przewodniczącą Zarządu Oddziału Zgierskiego ŁIPH.

## Wyróżnienia
- Nominacja do tytułu „Kobieta Roku” przyznawanego przez czasopismo „Twój Styl” (2013)
- Laureatka plebiscytu „Dziennika Łódzkiego” Kobieta Przedsiębiorcza Województwa Łódzkiego 2014,
- Tytuł „Zasłużony dla Miasta Zgierza” (2016)[5],
- Srebrny Krzyż Zasługi (2017) – za wieloletnią działalność na rzecz rozwoju przedsiębiorczości i poprawy warunków prowadzenia biznesu[6].